# Municipio de Wells (condado de Fulton)
El municipio de Wells (en inglés: Wells Township) es un municipio ubicado en el condado de Fulton en el estado estadounidense de Pensilvania. En el año 2000 tenía una población de 529 habitantes y una densidad poblacional de 5 personas por km².

## Geografía
El municipio de Wells se encuentra ubicado en las coordenadas 40°05′17″N 78°09′44″O / 40.08806, -78.16222.

## Demografía
Según la Oficina del Censo en 2000 los ingresos medios por hogar en la localidad eran de $27,917 y los ingresos medios por familia eran de $31,806. Los hombres tenían unos ingresos medios de $30,313 frente a los $18,750 para las mujeres. La renta per cápita de la localidad era de $13,746. Alrededor del 17,5% de la población estaba por debajo del umbral de pobreza.